# Општина Гогошу (Долж)
Гогошу (рум. Gogoşu) општина је у Румунији у округу Долж.
Oпштина се налази на надморској висини од 233 m.